# Paranerita irma
Paranerita irma är en fjärilsart som beskrevs av William Schaus 1920. Paranerita irma ingår i släktet Paranerita och familjen björnspinnare. Inga underarter finns listade i Catalogue of Life.